# Франки Милър
Франки Милър (на английски: Frankie Miller) е шотландски рок певец и текстописец.

## Биография и творчество
Франки Милър е роден на 2 ноември 1949 година в Глазгоу, Шотландия. Той постига най-големия си успех през 1970-те. Франки Милър пише песни и изпълнява много от тях с различни изпълнители, става популярен с албума Full House, песните „Darlin“ и „Jealousy“, както и дуетът му „Still in Love with You“ с Фил Лайнът. През 1978 година Боб Сийгър отбелязва, че е силно повлиян от Франки Милър.
Милър претърпява мозъчен кръвоизлив в Ню Йорк на 25 август 1994 г., докато пише материал за нова група, която той и Джо Уолш от „Ийгълс“ сформират с Ники Хопкинс и Иън Уолъс. Милър прекарва пет месеца в кома; като след това не може да говори и да пее. След това преминава през рехабилитация. Документалният филм на телевизия Би Би Си „Упоритото момче“ (1999) представя Милър и неговата битка за възстановяване. В този документален филм, Род Стюарт заявява, че Милър е „единственият бял човек, който някога го е просълзявал“.
Милър вече не може да изпълнява, но през 2016 г. излиза нов албум, съдържащ стари дубли от него. Албумът, Frankie Miller's Double Take, съдържа 19 песни, ремастерирани в дуети с други изпълнители.

## Дискография

### Албуми
- Once in a Blue Moon (януари 1973)
- High Life (януари 1974)
- The Rock (септември 1975)
- Full House (юни 1977)
- Double Trouble (април 1978)
- Falling in Love (януари 1979) – Великобритания No. 54
- Easy Money (юли 1980)
- Standing on the Edge (юни 1982)
- Dancing in the Rain (април 1986)
- The Very Best of Frankie Miller (март 1994)
- BBC Radio 1 Live in Concert (април 1994)
- Long Way Home (2006)[2]
- Frankie Miller That's Who (боксет) (май 2011)

### Сингли в класациите
- Be Good To Yourself (май 1977) – „Ю Кей Сингълс Чарт“ No. 27
- Darlin' (октомври 1978) – „Ю Кей Сингълс Чарт“ No. 6
- When I'm Away from You (януари 1979) – „Ю Кей Сингълс Чарт“ No. 42
- Caledonia (март 1992) – „Ю Кей Сингълс Чарт“ No. 45[3]